# (5994) Yakubovich
(5994) Yakubovich (1981 SZ7) – planetoida z grupy pasa głównego asteroid okrążająca Słońce w ciągu 4,82 lat w średniej odległości 2,85 j.a. Odkryta 29 września 1981 roku.